# Ворошиловское сельское поселение (Омская область)
Ворошиловское се́льское поселе́ние — муниципальное образование в Полтавском районе Омской области Российской Федерации.
Административный центр — посёлок Бельдеж № 3.

## История
Статус и границы сельского поселения установлены Законом Омской области от 30 июля 2004 года № 548-ОЗ «О границах и статусе муниципальных образований Омской области».

## Население
| 2010  | 2011  | 2012  | 2013  | 2014  | 2015  | 2016  |
| ----- | ----- | ----- | ----- | ----- | ----- | ----- |
| 1906  | ↘1899 | ↘1875 | ↗1886 | ↗1907 | ↘1903 | ↘1893 |
| 2017  | 2018  | 2019  | 2020  | 2021  | 2023  |       |
| ↗1897 | ↘1892 | ↘1858 | ↘1827 | ↗1937 | ↗1955 |       |

## Состав сельского поселения
| № | Населённый пункт | Тип населённого пункта          | Население |
| - | ---------------- | ------------------------------- | --------- |
| 1 | Бельдеж № 12     | посёлок                         | ↗362      |
| 2 | Бельдеж № 3      | посёлок, административный центр | ↗517      |
| 3 | Бельдеж № 7      | посёлок                         | ↗135      |
| 4 | Краснопутиловка  | деревня                         | ↗249      |
| 5 | Новосергеевка    | деревня                         | ↘189      |
| 6 | Увальное         | деревня                         | ↗80       |
| 7 | Черноморка       | деревня                         | ↗129      |
| 8 | Шахово           | село                            | ↘245      |

## Известные уроженцы, жители
Костюшинский — упразднённый в 1989 году хутор.